# Robert Cunningham (Bischof)

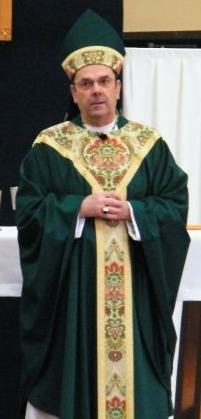
Bischof Robert Cunningham

Wappen als Bischof vom Syracuse

Robert Joseph Cunningham (* 18. Juni 1943 in Buffalo, New York, USA) ist ein US-amerikanischer Geistlicher und emeritierter römisch-katholischer Bischof von Syracuse.

## Leben
Robert Cunningham empfing am 24. Mai 1969 durch den Weihbischof in Buffalo, Bernard Joseph McLaughlin, das Sakrament der Priesterweihe.
Am 9. März 2004 ernannte ihn Papst Johannes Paul II. zum Bischof von Ogdensburg. Der Erzbischof von New York, Edward Michael Kardinal Egan, spendete ihm am 18. Mai desselben Jahres die Bischofsweihe; Mitkonsekratoren waren der Erzbischof von Hartford, Henry Joseph Mansell, und der Bischof von Palm Beach, Gerald Michael Barbarito. Papst Benedikt XVI. ernannte ihn am 21. April 2009 zum Bischof von Syracuse. Die Amtseinführung erfolgte am 26. Mai desselben Jahres.
Am 4. Juni 2019 nahm Papst Franziskus seinen altersbedingten Rücktritt an.